# Jianshimänniskan
Jianshimänniskan (建始直立人; Jiànshǐ zhílìrén) är ett fynd av en äldre stenålders-människa i västra Hubei i Kina.
Jianshimänniskan är daterad till senare delen tidigpaleolitikum eller tidig mellanpaleolitikum, dvs runt 1 miljoner år före nutid. Andra arkeologer har daterat fossilerna 2 miljoner år gamla.
Fyndet gjordes i en karstgrotta vid Qingjiangfloden (en bifolod till Yangtzefloden) i byn Mazhaping utanför staden Gaoping i Jianshi härad. Tre fossiler av kindtänder har hittats  tillsammans med fynd från gigantopithecus och andra däggdjur. Två av dessa tänder är avvikande och tillhör släktet homo, och sannolikt arten Homo erectus. Upptäckten av Jianshimänniskan stöder teorin som utmanar "Ut ur Afrika-hypotesen".